# Halle (Holzminden)
Pour les articles homonymes, voir Halle.
Halle est une municipalité allemande du land de Basse-Saxe et l'Arrondissement de Holzminden.